# Gino Romei
Gino Romei (1914) è stato un pittore italiano.

## Biografia e produzione artistica
Fu collaboratore, in qualità di «pittore realizzatore» nel laboratorio scenografico del Teatro alla Scala di Milano sotto la direzione di Nicola Benois. Suoi bozzetti per le scene di molte opere liriche si trovano all'archivio dello stesso teatro.
Un bozzetto per il Gianni Schicchi di Giacomo Puccini è conservato al Museo Poldi Pezzoli. Allo stesso museo appartiene una veduta a matita della chiesa di San Carlo Borromeo a Vienna.